# Elymus distichus
Elymus distichus là một loài thực vật có hoa trong họ Hòa thảo. Loài này được (Thunb.) Melderis mô tả khoa học đầu tiên năm 1978.